# آلبرت زورنر
آلبرت زورنر (آلمانی: Albert Zürner; ۳۰ ژانویهٔ ۱۸۹۰ – ۱۸ ژوئیهٔ ۱۹۲۰) شیرجه‌رو اهل آلمان بود.